# Siteki
Siteki is een plaats in het oosten van Swaziland ten westen van het Lubombogebergte. Siteki is de hoofdstad van het district Lubombo.